# 开销所需位
在数据传输和通信中，开销所需位（英語：overhead bits）是传输所必需的非数据比特（通常作为报头或校验等）。这些比特位不被视为有效吞吐量（英語：goodput）的一部分，即它们不是实际传输的数据内容，但对于确保数据的正确传输和识别是必需的。